# Provincia de Van
Van es una de las 81 provincias de Turquía, situada al este, entre el lago Van y la frontera iraní. Tiene una superficie de 19.069 km² y una población de 1.012.707 habitantes (2006). En la actualidad, la mayor parte de la población es kurda. Su capital es Van.
Sus provincias adyacentes son Bitlis al oeste, Siirt al sudoeste, Şırnak y Hakkari al sur, y Ağrı al norte. Esta provincia y sus alrededores son el hogar del gato de Van.
Región histórica del pueblo armenio durante varios siglos, el despoblamiento de esta etnia de la región se debió a las masacres perpetuadas por los turcos otomanos en complicidad con los kurdos, donde se documenta que varios episodios del Genocidio armenio de las tropas turcas tuvieron lugar en la provincia, como el Sitio de Van, en 1915.
En octubre de 2011 se produjo un terremoto con epicentro en esta provincia.